# Sonoita Creek
La Sonoita Creek, plus rarement Sonoita River, est une rivière qui coule au sud de l'Arizona, dans le comté de Santa Cruz, aux États-Unis. Elle traverse Sonoita, Patagonia et se jette dans le lac Patagonia (en) au nord de Nogales.

## Histoire
Le 17 novembre 1856, l'US Army construisit le fort Buchanan sur ses berges afin d'assurer le contrôle des territoires acquis lors de l'achat Gadsden.
Le chemin de fer du New Mexico and Arizona Railroad longeait la Sonoita Creek sur une portion de son tracé. Ce tracé courait depuis la jonction avec la Southern Pacific Railroad à Benson, puis au sud de Fairbanks (environ 13 km à l'est de Tombstone) et vers l'ouest à Sonoita - Patagonia et Calabassas (aujourd'hui Rio Rico) et se terminait à Nogales. Le chemin de fer fut construit entre 1881 et 1882. La ligne sera abandonnée en cinq phases entre 1927 et 1962. Seuls 15,74 km de rails sont encore en place aujourd'hui de Rio Rico à Nogales, desservis par l'Union Pacific Railroad.